# 文昌語
文昌語（ぶんしょうご）は、シナ・チベット語族シナ語派閩語支に属する海南語の一方言で、文昌片のうちの代表的な方言とされる。海南省文昌市で通用している。
文昌語は海南語のうちでも最も長い歴史を持つ方言である。海南語の電視広播テレビ局は、放送に使用する言語としては文昌語を海南語の標準的な方言と位置付けており、東南アジアの海南移民のうちでは、文昌語の話者の数が最多となっている。

## 歴史
宋代末期の戦乱を避けるため、大量の閩南人が南部へと南下し避難した。南下の波は潮汕平原に到達し、珠江三角洲を超えて雷州半島・海南島へと入り、これに伴って閩南語がこの地まで広まった。その後、長期に渡って周辺の少数民族言語や中原地方の官話の影響を受け続けた結果、海南語の音韻体系は閩南語とは大きな差異が生まれるようになり、閩南語との相互の意思疎通が不可能となり、独立の一言語を形成するに至った。 それ以来、特に文昌語は発音の明瞭さゆえに影響力が最も大きく、海南語の標準的な方言と見なされ、海南語の無線局、ラジオ局、テレビ局、社交場面において広範囲に使用されている。
文昌語では、平声・上声・去声・入声の四声がそれぞれ陽・陰を備えていて、古代中国語の8つの声調が全て完備されたまま後代に伝えられてきた。この点は、閩語の諸方言だけでなくその他の漢語体系全体から見ても、あまり見られない特徴となっている。

## 音韻体系
文昌語には声母(子音)が18個、韻母(母音)が45個、声調が8つある。

### 声母
|          | 破裂      | 破裂      | 破裂      | 破擦音    | 摩擦音    | 摩擦音    | 鼻音      | 接近音    |
| 清       | 濁入破音  | 濁        | 清        | 破擦音    | 濁        |           | 鼻音      | 接近音    |
| -------- | --------- | --------- | --------- | --------- | --------- | --------- | --------- | --------- |
| 唇音     |           | ɓ 波      | b 無      |           | ɸ 坡      |           | m 摩      |           |
| 歯茎音   | t 裝      | ɗ 刀      | d 你      |           |           |           | n 挪      | l 羅      |
| 歯音     |           |           |           | ts 支     | s 妻      | z 余      |           |           |
| 軟口蓋音 | k 哥      |           | g 餓      |           | x 科      |           | ŋ 俄      |           |
| 声門音   |           |           |           |           | h 河      |           |           |           |
| ゼロ声母 | ゼロ声母Ø | ゼロ声母Ø | ゼロ声母Ø | ゼロ声母Ø | ゼロ声母Ø | ゼロ声母Ø | ゼロ声母Ø | ゼロ声母Ø |

### 韻母
|         | i 醫    | u 嗚     | [au] 喉  | [iau] 妖 |          | [eŋ] 英 | [ɔŋ] 翁  | [iɔŋ] 匈 |
| a 亞    | [ia] 也 | [ua] 娃  | [ou] 侯  | [iu] 由  |          | [ap] 盒 | [iap] 幼 | [op]     |
| o 荷    | [iɔ] 腰 |          | [am] 暗  | [iam] 厭 | [ɔm]     | [ip] 邑 | [at] 達  | [uat] 挖 |
| ɛ 下    |         | [ue] 話  | [iɔm] 陰 | [an] 安  | [uan] 彎 | [it] 乙 | [ut] 脫  |          |
| [ai] 哀 |         | [uai] 壞 | [ien] 因 | [un] 溫  |          | [ak] 北 | [iak] 菊 | [uak] 廓 |
| [ɔi] 鞋 |         | [ui] 威  | [aŋ] 紅  | [iaŋ] 央 | [uaŋ] 汪 | [ek] 益 | [ok] 握  | [iok] 育 |

### 声調
| 声調番号 | 1         | 2         | 3         | 4         | 5         | 6         | 7         | 8         |
| 声調名   | 陰平      | 陽平      | 陰上      | 陽上      | 陰去      | 陽去      | 陰入      | 陽入      |
| 調値     | [˨˦] (24) | [˨˨] (22) | [˨˩] (21) | [˦˨] (42) | [˩˩] (11) | [˥˩] (51) | [˥˥] (55) | [˧˧] (33) |
| 例字     | 剛專      | 時島      | 九馬      | 五雨      | 意四      | 幣電      | 節筆      | 十入      |

## 連続変調
連続変調とは、二つの音節が連続するとき、前の文字の声調が後の文字の声調の影響を受けて変化すること。閩南語と同じく、海南語・文昌語の連続変調のルールは比較的整然と整っている。
文昌語の連続変調のルールは以下の通り。
| 前字の声調名・調値 | 陰平 24 | 陽平 22 | 陰上 21 | 陽上 42 | 陰去 11 | 陽去 51 | 陰入 55 | 陽入 33 |
| 前字の変調後       | 陽上 42 | 陰上 21 | 陰入 55 | 陰上 21 | 陰入 55 | 陽曲 51 | 陽入 55 | 陰上 21 |
| 例                 | 兄弟    | 和尚    | 廣東    | 重點    | 過年    | 獎金    | 國家    | 日光    |